# Čechoslovák (včelí úl)

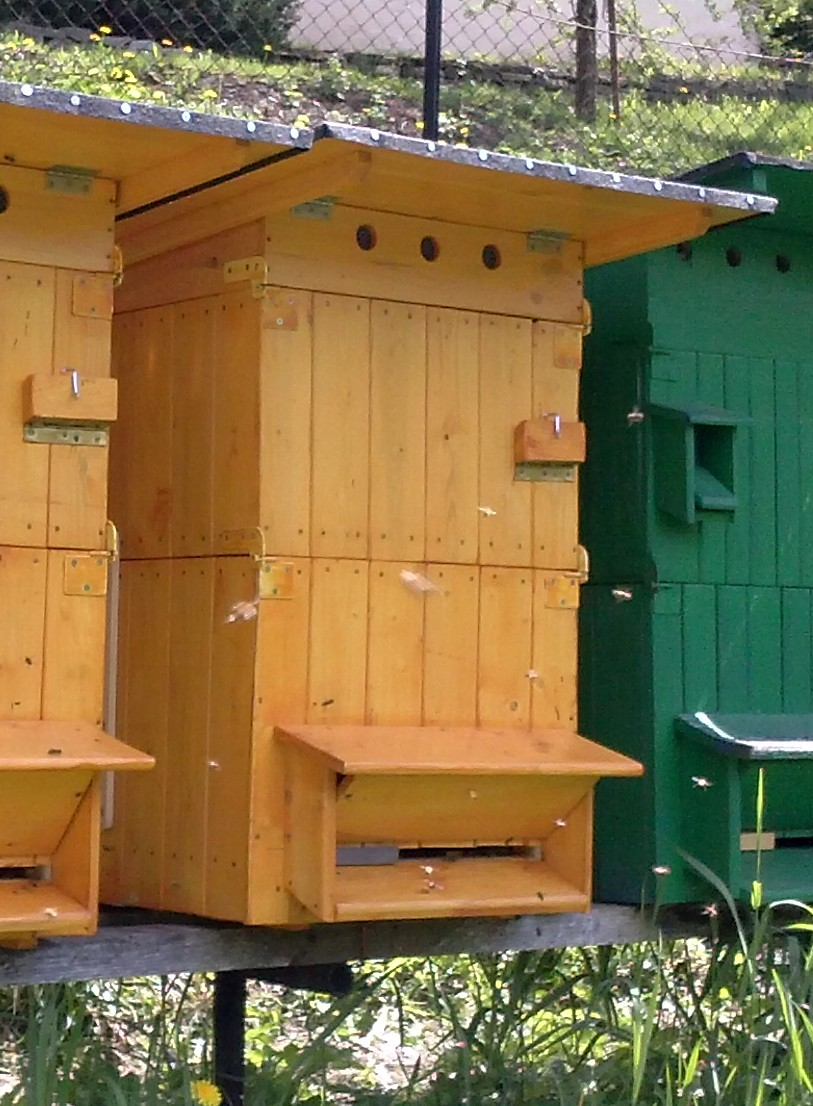
Úl Čechoslovák

Úl Čechoslovák je včelí úl s rámkovou mírou 37 x 30 cm, byl zaveden v 60 letech 20. století jako snaha unifikace úlů na území Československa což mělo umožnit efektivnější práci včelařů a snadnější sdílení vybavení mezi jednotlivci i spolky.

## Historie
V roce 1959 byla komisí pod vedením prof. Boleslava Tomšíka přijata jednotná míra rámků 37 x 30 cm. Na jejím základě byl zkonstruován a v roce 1960 schválen Jednotný úl Čechoslovák. Svojí mírou měl v Československých zemích nahradit nejrozšířenější rozměr 39 x 24 cm a na Slovensku rozměr 42 x 27,5 cm. Kvůli tradičnímu a konzervativnímu přístupu včelařů se to ale nepovedlo a v obou zemích přibyl nový typ úlu s další rámkovou mírou. 
Obecně platí, že nejrozšířenější rámkovou mírou v ČR je 39 × 24 cm, známá také jako Adamcova míra. Přestože se míra Čechoslovák nestala oficiálním standardem, získala si mezi včelaři oblibu pro svou velikost plástové plochy. 

## Konstrukce
Úl Čechoslovák bývá často tradičním úlem s pevným dnem a zadním otevíráním, tzv. zadovák (dvoudílný stojan), ale je rozšířena i nástavková verze pro 10 včelích rámků v jednom nástavku.